# كلينتون (يوتا)
كلينتون (بالإنجليزية: Clinton, Utah)‏ هي مدينة تقع في الولايات المتحدة في مقاطعة دافيز. يقدر عدد سكانها بـ 20,805 نسمة ومساحتها 14.3 كم2 وترتفع عن سطح البحر 1,339 متر.

## التركيبة السكانية
حدّد مكتب تعداد الولايات المتحدة بيانات التركيبة السكانية لكلينتون في تعداد الولايات المتحدة. في ما يلي، التركيبة السكانية حسب تعدادي 2000 و2010.

### تعداد عام 2000
بلغ عدد سكان كلينتون 12,585 نسمة بحسب تعداد عام 2000، وبلغ عدد الأسر 3,529 أسرة وعدد العائلات 3,136 عائلة مقيمة في المدينة. في حين سجلت الكثافة السكانية 818.8 نسمة لكل كيلومتر مربع (2,120.7/ميل2). وبلغ عدد الوحدات السكنية 3,643 وحدة بمتوسط كثافة قدره 237 لكل كيلومتر مربع (613.8/ميل2).
وتوزع التركيب العرقي للمدينة بنسبة 90.35% من البيض و1.01% من الأمريكيين الأفارقة و0.63% من الأمريكيين الأصليين و1.78% من الأمريكيين ذوي الأصول الآسيوية و0.31% من سكان جزر المحيط الهادئ و3.62% من الأعراق الأخرى و2.30% من عرقين مختلطين أو أكثر و8.03% من الهسبانيون أو اللاتينيون من أي عرق.
بلغ عدد الأسر 3,529 أسرة كانت نسبة 61.5% منها لديها أطفال تحت سن الثامنة عشر تعيش معهم، وبلغت نسبة الأزواج القاطنين مع بعضهم البعض 78.3% من أصل المجموع الكلي للأسر، ونسبة 7.4% من الأسر كان لديها معيلات من الإناث دون وجود شريك، بينما كانت نسبة 3.1% من الأسر لديها معيلون من الذكور دون وجود شريكة وكانت نسبة 11.1% من غير العائلات. تألفت نسبة 8.6% من أصل جميع الأسر من عدة أفراد يعيشون في نفس المنزل ونسبة 2.2% كانت تتألف من شخص يعيش بمفرده يبلغ من العمر 65 عاماً أو أكثر. وبلغ متوسط حجم الأسرة المعيشية 3.55، أما متوسط حجم العائلات فبلغ 3.76.
بلغ العمر الوسطي للسكان 25.3 عاماً. وكانت نسبة 37.8% من القاطنين تحت سن الثامنة عشر، وكانت نسبة 11.7% بين الثامنة عشر والرابعة والعشرين عاماً، ونسبة 31.8% كانت واقعةً في الفئة العمرية ما بين الخامسة والعشرين والرابعة والأربعين عاماً، ونسبة 14.8% كانت ما بين الخامسة والأربعين والرابعة والستين، ونسبة 3.4% كانت ضمن فئة الخامسة والستين عاماً فما فوق. يوجد لكل 100 أنثى 102.6 ذكر، ويوجد لكل 100 أنثى في الثامنة عشر من عمرها فما فوق 100.3 ذكر.
بلغ متوسط دخل الأسرة في المدينة 53,909 دولارًا، أما متوسط دخل العائلة فبلغ 55,282 دولارًا. وكان متوسط دخل الذكور 38,797 دولارًا مقابل 22,350 دولارًا للإناث. وسجل دخل الفرد الخاص بالمدينة 17,020 دولارًا. وكانت نسبة 3% من العائلات ونسبة 3.6% من السكان تحت خط الفقر، وكان من هؤلاء نسبة 5.5% تحت سن الثامنة عشر ونسبة 1.3% في الخامسة والستين من العمر وما فوق.

### تعداد عام 2010
بلغ عدد سكان كلينتون 20,426 نسمة بحسب تعداد عام 2010، وبلغ عدد الأسر 5,990 أسرة وعدد العائلات 5,075 عائلة مقيمة في المدينة. في حين سجلت الكثافة السكانية 1,329 نسمة لكل كيلومتر مربع (3,442.1/ميل2). وبلغ عدد الوحدات السكنية 6,175 وحدة بمتوسط كثافة قدره 401.8 لكل كيلومتر مربع (1,040.7/ميل2).
وتوزع التركيب العرقي للمدينة بنسبة 88.26% من البيض و1.34% من الأمريكيين الأفارقة و0.47% من الأمريكيين الأصليين و2.30% من الأمريكيين ذوي الأصول الآسيوية و0.44% من سكان جزر المحيط الهادئ و3.83% من الأعراق الأخرى و3.36% من عرقين مختلطين أو أكثر و11.29% من الهسبانيون أو اللاتينيون من أي عرق.
بلغ عدد الأسر 5,990 أسرة كانت نسبة 56.2% منها لديها أطفال تحت سن الثامنة عشر تعيش معهم، وبلغت نسبة الأزواج القاطنين مع بعضهم البعض 70.6% من أصل المجموع الكلي للأسر، ونسبة 9.2% من الأسر كان لديها معيلات من الإناث دون وجود شريك، بينما كانت نسبة 4.9% من الأسر لديها معيلون من الذكور دون وجود شريكة وكانت نسبة 15.3% من غير العائلات. تألفت نسبة 12.2% من أصل جميع الأسر من عدة أفراد يعيشون في نفس المنزل ونسبة 4.2% كانت تتألف من شخص يعيش بمفرده يبلغ من العمر 65 عاماً أو أكثر. وبلغ متوسط حجم الأسرة المعيشية 3.41، أما متوسط حجم العائلات فبلغ 3.72.
بلغ العمر الوسطي للسكان 28.1 عاماً. وكانت نسبة 37% من القاطنين تحت سن الثامنة عشر، وكانت نسبة 8.1% بين الثامنة عشر والرابعة والعشرين عاماً، ونسبة 32.4% كانت واقعةً في الفئة العمرية ما بين الخامسة والعشرين والرابعة والأربعين عاماً، ونسبة 17.5% كانت ما بين الخامسة والأربعين والرابعة والستين، ونسبة 5.1% كانت ضمن فئة الخامسة والستين عاماً فما فوق. وتوزع التركيب الجنسي للسكان بنسبة 50.4% ذكور و49.6% إناث.